# 莫里恩头盔

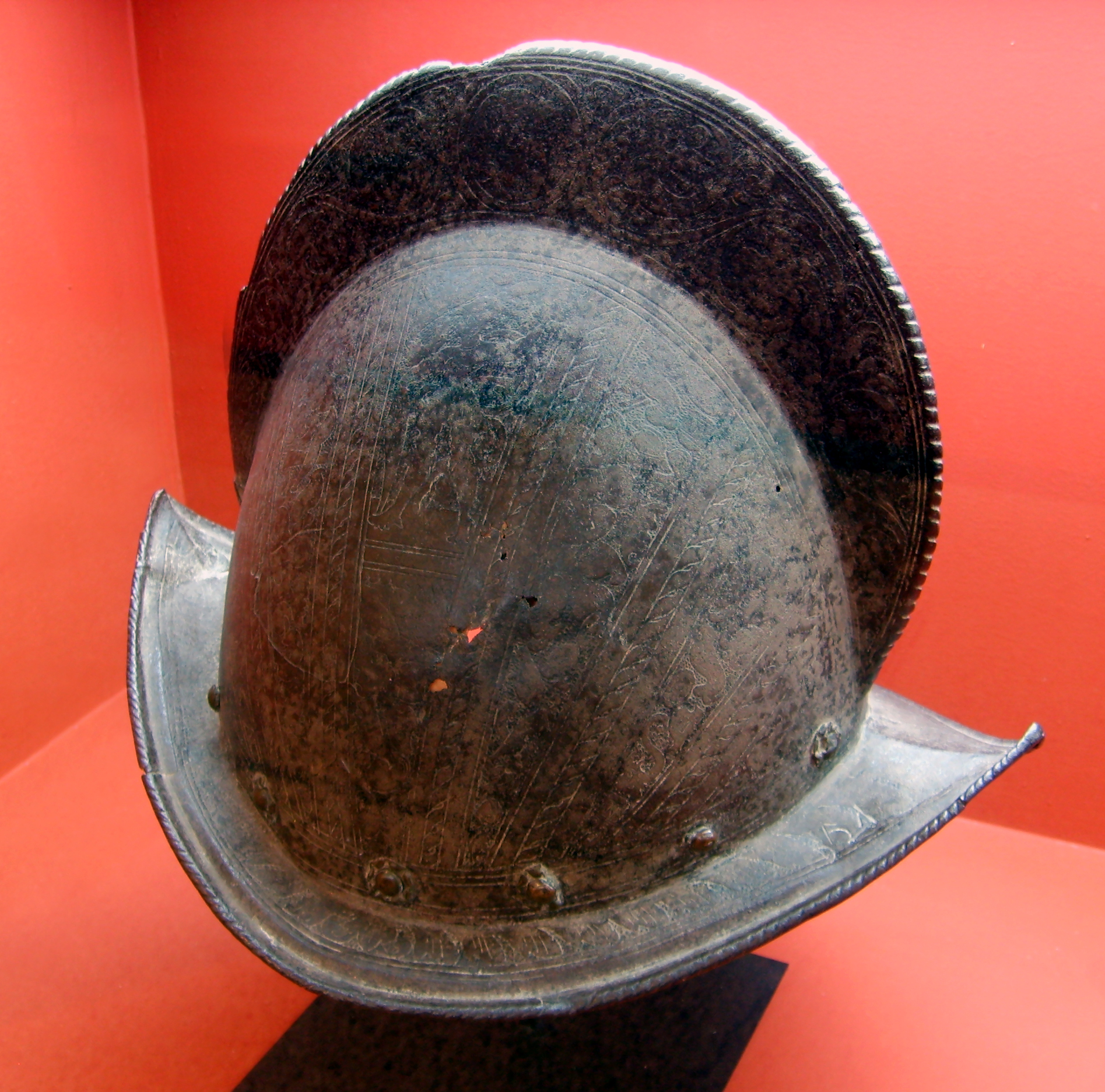
西班牙征服者佩戴的莫里恩头盔

莫里恩头盔（西班牙语：morrión）是一种原产于卡斯提尔王国（西班牙的前身）的敞开式头盔， 使用时间是从16世纪初到17世纪初，通常有一个扁平的帽檐和一个从前到后的帽顶。它是与北美、中美洲和南美洲的探险同时出现的产物。像埃尔南多·德·索托和科罗纳多这样的探险家可能在1540年代为他们的步兵提供了这些东西。

## 历史

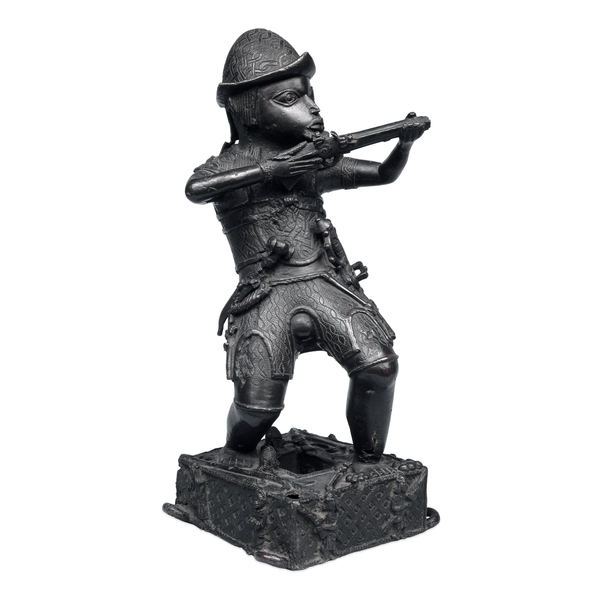
贝宁文化中对佩戴莫里恩头盔的葡萄牙火枪手的描绘（17世纪）

尽管人们普遍认为莫里恩头盔是早期西班牙探险家和征服者的象征，但直到埃尔南·科尔特斯征服墨西哥或弗朗西斯科·皮萨罗征服南美洲印加人之后，人们才开始使用莫里恩头盔。它被西班牙人广泛使用，但三、四十年后，在许多其他欧洲民族的步兵中也很常见。尽管军官和精锐护卫会将自己的徽章刻到头盔上用来显示自己的财富和地位，但低廉的制作成本还是帮助了它的普及和传播。

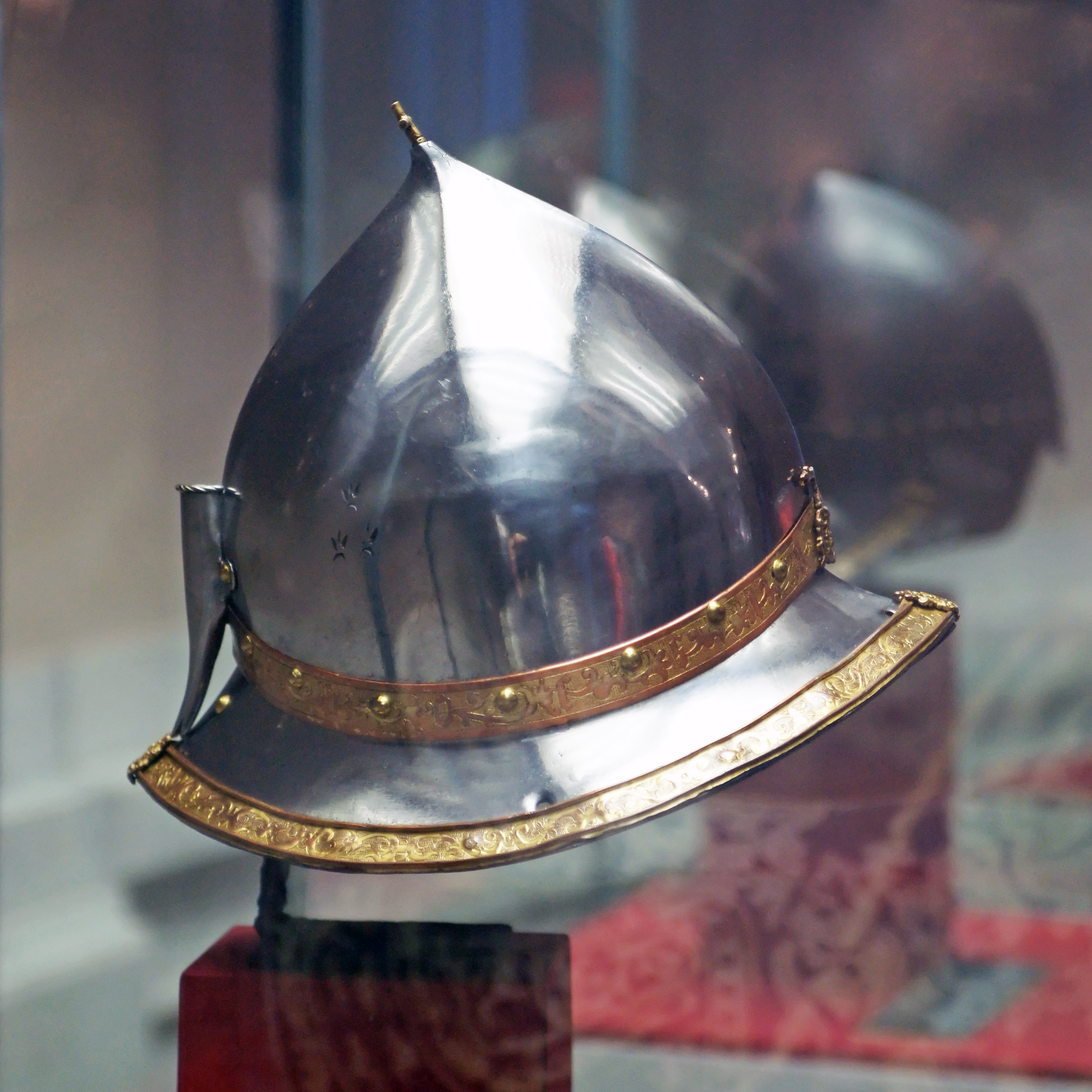
费尔南多二世的莫里恩头盔

头盔顶部的头冠或梳子是用来加强头盔的。后来的版本也有护颊板，甚至可以移动面板来保护士兵免受刀剑的伤害。
莫里恩头盔的形状来源于一种更古老的头盔，是15世纪的西班牙水壶帽头盔。但是也有观点表明它是基于摩尔人的盔甲，因为它的名字来源于Moro，西班牙语中摩尔人的意思。然而，《新牛津美语词典》称这个词来源于西班牙语morrión和morro（圆形物体）。西班牙皇家学院出版的《西班牙语词典》指出，西班牙语中表示头盔的术语“morrion”来自名词“morra”，意思是“头的上部”。
在英国，这种头盔（也被称为枪兵之锅）与新模范军有关，后者是最早的职业军队之一。长枪兵佩戴这种头盔，身穿胸甲和浅黄色外套，站成方阵状的长枪和射击队形，保护无甲火枪兵的侧翼。
头盔在长矛机动的推进过程中提供了保护，长矛机动的伤亡率很高。虽然大部分是发给奥利弗·克伦威尔的国会军，但很多骑士也戴着莫里恩头盔，导致战斗混乱;士兵们冒着被自己的盟友射杀的危险。正是由于这个原因，制服被用来识别军队。一开始，用来区分军队的是简单的彩色腰带，但很快圆颅党引入了红色外套，在1660年查理二世复辟后被军队保留。